# Ulrich Heimlich
Ulrich Heimlich (* 1955 in Nordrhein-Westfalen) ist ein deutscher Erziehungswissenschaftler und Professor für Lernbehindertenpädagogik im Ruhestand.

## Laufbahn
Nach dem Studium der Sonderpädagogik in Dortmund war Heimlich zehn Jahre als Lehrer für Kinder mit dem Förderschwerpunkt Lernen tätig. 1988 wurde er zum Doktor der Erziehungswissenschaften promoviert. Er arbeitete nach der Promotion zunächst an der Universität Dortmund. Nach einer C3-Professur 1994 an der Martin-Luther-Universität in Halle-Wittenberg wurde Heimlich 1995 zum Universitätsprofessor (C4) an der Universität Leipzig ernannt. 2001 folgte der Ruf an die Ludwig-Maximilians-Universität in München auf den Lehrstuhl für Lernbehindertenpädagogik, wo er bis zu seiner Emeritierung 2021 forschte und lehrte.
An der LMU München war er im Auftrag des Bayerischen Landtags zehn Jahre Mitglied des Wissenschaftlichen Beirats Inklusion. Ab 2015 war er Beauftragter für Studierende mit Behinderung und chronischer Erkrankung.
Die Forschungsschwerpunkte Heimlichs lagen im Bereich der Inklusionsforschung, der inklusiven Didaktik und der Förderung durch Spielpädagogik.
Heimlich leitete von 2015 bis 2020 das Forschungsprojekt Modellregion Inklusion Kempten (M!K). Zusammen mit  Markus Gloe war Heimlich zudem von 2015 bis zu seiner Emeritierung für das mit Mittel des BMBF geförderten Forschungsprojekts Inklusionsdidaktische Lehrbausteine (!DL) verantwortlich. Außerdem initiierte er 2017 das Projekt Basiswissen Inklusion und Sonderpädagogik im Erziehungswissenschaftlichen Studium (BAS!S), das er ab 2018 gemeinsam mit  Ewald Kiel leitete.
2013 forschte Heimlich zur Geschichte der Sonderpädagogik und machte in diesem Zusammenhang publik, dass Erwin Lesch, der zur Zeit des Nationalsozialismus in München in der Hilfslehrerausbildung tätig war und nach dem einige Förderschulen in Bayern benannt waren, die Ideologie der Nationalsozialisten mitgetragen und in seinen Ausbildungsgängen weitergetragen hatte. In Folge der Veröffentlichung der Ergebnisse Heimlichs änderten die nach Lesch benannten Förderschulen ihre Schulnamen.

## Schriften (Auswahl)

### Monografien (als alleiniger Verfasser)
- Lernschwierigkeiten: sonderpädagogische Förderung im Förderschwerpunkt Lernen, Klinkhardt, Bad Heilbrunn 2009, ISBN 978-3-7815-1647-2
- Gemeinsam von Anfang an: Inklusion für unsere Kinder mit und ohne Behinderung, Reinhardt, München 2012, ISBN 978-3-497-02294-6
- Inklusive Pädagogik, Kohlhammer, Stuttgart 2019, ISBN 978-3-17-033495-3
- Pädagogik bei Lernschwierigkeiten, Klinkhardt, Bad Heilbrunn 3. aktualisierte Auflage 2022, ISBN 978-3-8252-5871-9
- Einführung in die Spielpädagogik, Klinkhardt, Bad Heilbrunn 4. aktualisierte Auflage 2023, ISBN 978-3825260637

### Monografien (mit anderen Verfassern gemeinsam)
- mit Joachim Kahlert u. a.: Inklusives Schulsystem: Analysen, Befunde, Empfehlungen zum bayerischen Weg, Klinkhardt, Bad Heilbrunn 2016, ISBN 978-3-7815-2077-6
- mit Kathrin Wilfert u. a.: Qualitätsskala zur inklusiven Schulentwicklung (QU!S®) - eine Arbeitshilfe auf dem Weg zur inklusiven Schule, Klinkhardt, Bad Heilbrunn 2018, ISBN 978-3-7815-2212-1
- mit Mario Riesch und Jürgen Schuhmacher: Sonderpädagogische Lehrkräfte in der Regelschule: Werkzeugkasten mit konkreten Hilfen und Materialien zur inklusiven Schulentwicklung, Persen, Hamburg 2020, ISBN 978-3-403-20384-1
- mit Susanne Bjarsch u. a.: QU!S-Training: Handreichung zur Beratung und Begleitung inklusiver Schulen mit der "Qualitätsskala zur inklusiven Schulentwicklung (QU!S), Klinkhardt, Bad Heilbrunn 2021, ISBN 978-3-7815-2461-3
- mit Ursula Müller u. a.: Inklusive Regionen: das Beispiel Kempten, Klinkhardt, Bad Heilbrunn 2022, ISBN 978-3-7815-2463-7

### Herausgeberschaften
- mit Franz B. Wember: Didaktik des Unterrichts bei Lernschwierigkeiten: ein Handbuch für Studium und Praxis, Kohlhammer, Stuttgart 4., aktualisierte Auflage 2020, ISBN 978-3-17-035569-9
- mit Anke König u. a.: Inklusion in Kindertageseinrichtungen: eine Frühpädagogik der Vielfalt, Kohlhammer, Stuttgart 2020, ISBN 978-3-17-034713-7
- mit Rudolf Tippelt: Inklusive Bildung: zwischen Teilhabe, Teilgabe und Teilsein, Kohlhammer, Stuttgart 2020, ISBN 978-3-17-025227-1
- mit Ewald Kiel: Studienbuch Inklusion: ein Wegweiser für die Lehrerbildung, Klinkhardt, Bad Heilbrunn 2020, ISBN 978-3-8252-5248-9